# Manfred Schoof
Manfred Schoof (* 6. dubna 1936 Magdeburg) je německý hudebník a hudební skladatel. Věnuje se převážně jazzu, hraje na trubku, křídlovku a kornet.
Absolvoval Hochschule für Musik und Tanz Köln. V roce 1965 založil Manfred Schoof Quintet a patřil k průkopníkům evropského free jazzu. Byl členem Globe Unity Orchestra a European Jazz Ensemble, hrál s Georgem Russelem, Quincym Jonesem, Gilem Evansem a Gunterem Hampelem. Účinkoval v moderní opeře Bernda Aloise Zimmermanna Die Soldaten, známá je i jeho spolupráce s Berlínskými filharmoniky. Je také autorem filmové hudby (např. Pan Tau režiséra Jindřicha Poláka).
Je pedagogem na hudební škole v Kolíně nad Rýnem a funkcionářem profesní organizace Deutsche Jazzunion. V roce 2006 převzal Záslužný řád Spolkové republiky Německo.

## Diskografie
- Voices (1966)
- Manfred Schoof Sextet (1967)
- European Echoes (1969)
- Distant Thunder (1975)
- Scales (1976)
- Light Lines (1978)
- The Early Quintet (1978)
- Horns (1979)
- Horizons (1980)
- Mal Waldron/Manfred Schoof (1980)
- Reflections (1984)
- Power Station (1984)
- Meditation (1987)
- Shadows & Smiles (1989)
- Timebreaker (1990)
- Crossroad (1992)
- Resonance (2009)